# Françoise-Augustine Duval d'Eprémesnil
Françoise-Augustine Sentuary (31 de marzo de 1749-17 de junio de 1794) fue una destacada contrarrevolucionaria durante la Revolución francesa. 

## Primeros años y matrimonios
Nacida en Reunión, Saint-Denis, fue criada por su tía en Burdeos, siendo la menor de tres hermanas. Françoise-Augustine se convirtió en Madame Thilorier a raíz de su matrimonio en 1768 con Jacques de Thilorier (1742-1783), consejero del Parlamento de Burdeos de 1765 a 1778 y maître des requêtes en 1776. Madame Thilorier  fue mencionada en varias ocasiones por poetas criollos en sus obras, sirviendo también de inspiración, bajo el nombre de Eléonore, para las poesías eróticas de Évariste de Parny. Junto con sus dos hermanas, Madame Testart, esposa de un hombre de negocios de Burdeos y amante de Antoine Bertin, y Michelle de Bonneuil, entró a formar parte de un pequeño círculo de poetas en Marly. Françoise-Augustine había tenido una aventura amorosa con el ministro Jean Étienne Bernard Ogier de Clugny, inspector general de finanzas, utilizando esta relación, al parecer, para financiar el cargo de su esposo. Esta historia, la cual apareció publicada durante la Revolución, así como la denuncia del libro rojo, un registro sobre los gastos secretos de la monarquía durante los reinados de Luis XV y Luis XVI, afectó profundamente a Françoise-Augustine.
En 1786, Madame Thilorier, viuda y con dos hijas de su primer esposo, una de las cuales se casaría con el barón de Batz, contrajo matrimonio con Jean-Jacques Duval d'Eprémesnil, quien la arrastraría en su desastrosa carrera política. Tanto Françoise-Augustine como su marido entraron a formar parte de los círculos de iniciados en el mesmerismo, donde conocieron a Cagliostro, entrando posteriormente en la logia egipcia, la cual fundó el propio Cagliostro junto con d’Eprémesnil. Todo esto terminó siendo objeto de exposición pública debido a los escándalos y la controversia de los negocios de d’Eprémesnil. Tras el destierro de su marido a la Isla Santa Margarita como consecuencia de su desafío al poder real, Madame d’Eprémesnil escribió varias cartas y realizó peticiones a su favor, reuniéndose posteriormente con él, embarazada de varios meses. Cuando d’Eprémesnil fue liberado en agosto de 1788, Françoise-Augustine fue elogiada y aclamada durante su regreso a París, sobre todo en Lyon, dando a luz a su hijo posteriormente en Moulins. Una vez en la capital, Madame d’Eprémesnil fue llamada en el caso del conde de Kersalaun, un caballero bretón que se había opuesto a las reformas de Lomenie de Brienne, al cual defendió con vehemencia. Meses después, en la reunión de los Estados Generales, Jean-Jacques Duval d'Eprémesnil, quien tenía gran influencia en el Parlamento de París, se vio sometido a presiones por parte de los partidarios del voto por orden y del voto por cabeza. El conde de Ferrand, partidario del absolutismo, acusó a Françoise-Augustine de haber influenciado a su esposo, en el último momento, en favor del voto por cabeza.

## Salón contrarrevolucionario
Madame d’Eprémesnil residía en un pequeño hotel privado en París, el cual contaba con un jardín y un salón en el cual recibía a artistas y, sobre todo, a músicos, entre los cuales se encontraban Grétry, Gossec, Daniel Steibelt, Hermann, Benedetto Ferrari, Antoinette Saint-Huberty y Marie de Grandmaison. Este salón fue uno de los centros políticos más importantes desde 1789 hasta 1791, en el cual se reunía la oposición parlamentaria más radical, formada en torno al abad Jean-Sifrein Maury, Jacques Antoine Marie de Cazalès y la propia d’Eprémesnil. Este salón fue frecuentado también por el conde de Antraigues antes de su partida a Suiza, por el marqués de Beauharnais, así como por el barón Malouet, quien mencionó este hecho en sus memorias. Las entradas y salidas de la residencia de Madame d’Eprémesnil empezaron a despertar sospechas, siendo denunciada por diversos comités de vigilancia. Del mismo modo, Françoise-Augustine fue objeto de burla por parte de los periódicos de Antoine-Joseph Gorsas y Camille Desmoulins, mencionándose además su antigua relación con Clugny de Nuits. Un grupo de individuos llegó a intentar quemar su casa, siendo detenidos antes de lograr su objetivo.

## Arresto
La violenta respuesta a las provocaciones de Madame d’Eprémesnil terminó por afectar a su esposo. A principios de julio de 1793, Michelle de Bonneuil organizó una recepción a la cual asistieron varios miembros del ejército republicano. Durante la velada, las damas bailaron, entre otros, con Charles-Nicolas Osselin, miembro del Comité de Seguridad General, y con Michel de Laumur, antiguo gobernador de Pondicherry y yerno del banquero Monneron, uno de los financiadores del movimiento hebertista. Poco después, Madame d’Eprémesnil decidió retirarse a Normandía. Su esposo, junto con el barón de Batz, se reunió con ella tras la aprobación de la Ley de los Sospechosos el 17 de septiembre de 1793. Michelle de Bonneuil fue arrestada poco tiempo después y enviada a Sainte-Pélagie, mientras que d’Eprémesnil y de Batz fueron buscados por las autoridades en El Havre. Jean-Jacques Duval d'Eprémesnil se escondió en su castillo en Rouelles, cerca de El Havre, refugiándose posteriormente en el campo cercano a su castillo en Maréfosse, próximo a Saint-Romain-de-Colbosc. Siguiendo su ejemplo, Françoise-Augustine huyó de la justicia, si bien, tras el arresto de su esposo, decidió regresar voluntariamente a París. Tras presentarse ante el comité de sección correspondiente, donde debía sellar su pasaporte, fue detenida y encarcelada junto con su hija en la prisión de las Inglesas. El 14 de junio de 1794, la Convención decidió juzgar a la familia d’Eprémesnil por complicidad en una supuesta conspiración. El 16 de junio, varios de los detenidos fueron llamados al patio de la prisión para ser trasladados. Jeanne de Sainte-Amaranthe, su hija Émilie de Sartines y su hijo Louis, de dieciséis años, fueron los primeros en ser llamados, siendo nombrados a continuación el banquero Théodore Jauge, Marie de Grandmaison y, finalmente,  Madame d’Eprémesnil. Todos ellos fueron llevados a Sainte-Pélagie, siendo encerrados, probablemente, en la misma celda, con el fin de comprobar si los acusados se conocían entre sí, técnica muy extendida en la época.

## Juicio y ejecución
Madame d’Eprémesnil compareció ante el Tribunal Revolucionario junto con varias docenas de acusados, quienes, en su mayoría, no se conocían entre sí. Françoise-Augustine reconoció en el juicio a Madame Griois, hermana del pintor François-André Vincent, así como a algunos de los hombres a los que había frecuentado en los salones aristocráticos. Tras veinte minutos de juicio, todos los acusados fueron condenados a muerte, habiéndoseles pedido únicamente responder afirmativa o negativamente a una pregunta. En total, fueron condenadas a la pena capital cincuenta y cuatro personas, estando las autoridades convencidas de su implicación en una gran conspiración y de ser, en mayor o menor medida, cómplices de Cécile Renault y Henri Admirat, los principales acusados. La ejecución tuvo lugar en la plaza del Trône-Renversé. En el último momento, se decidió vestir a los condenados con camisas rojas, algo tradicionalmente reservado a los asesinos. Buscar las prendas, vestir a los condenados, atarles las manos a la espalda, subirlos a las siete carretas y trasladarlos hasta el lugar de ejecución llevó más de tres horas. La ejecución de Françoise-Augustine y los demás condenados tuvo lugar el 17 de junio de 1794.